# Jean-Emmanuel Gilibert

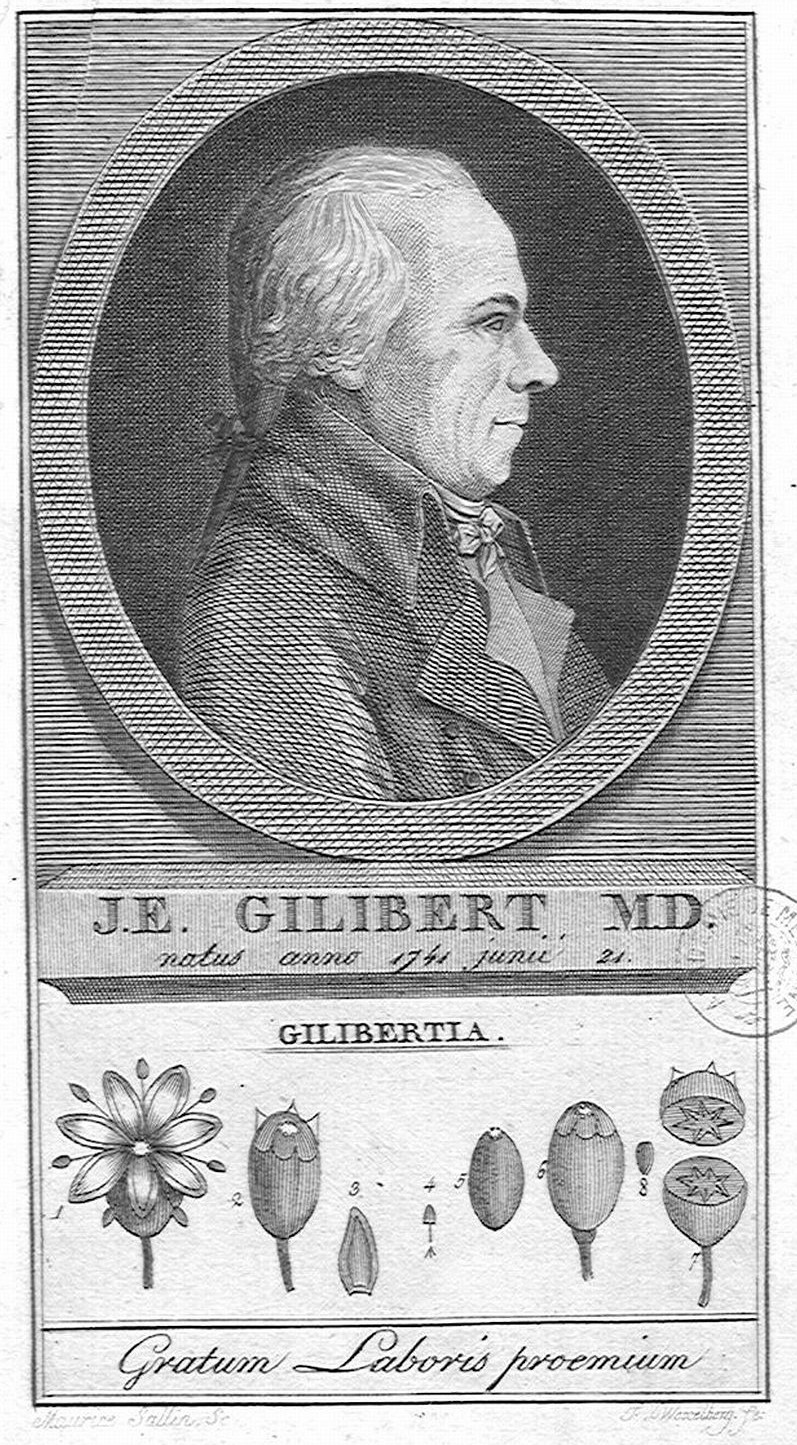
Jean-Emmanuel Gilibert

Jean-Emmanuel Gilibert, född 21 juni 1741, död 2 september 1814, var en fransk läkare, botaniker och politiker.

## Biografi
Studerade medicin i Montpellier 1760 — 1764.
Gift 1766 med Jeanne Catherine Baudot, dotter till kirurgen Jean-François Baudot.
Professor i Vilna i Litauen, vistades senare i Lyon, där han 1783 tjänstgjorde som läkare vid sjukhemmet Hôtel-Dieu.
Under franska revolutionen anslöt han sig till girondisterna och blev 1793 i februari vald till borgmästare i Lyon. Han hann emellertid aldrig tillträda befattningen, innan han anklagad som "folkets fiende" fängslades av Montaignarderna, som var motståndare till girondisterna. Frigavs i maj 1793.
Inom botaniken intresserade han sig särskilt för bladmossor, fröväxter, ormbunksväxter och svampar.

## Eponymer
- Släkte:
  - (Araliaceae) Gilibertia Ruiz & Pav., 1794

IPNI listar 150 arter i detta släkte.
- Arter:
  - (Apiaceae) Silaus gilibertii Besser ex Eichw.
  - (Ranunculaceae) Batrachium gilibertii V.I.Krec.

Auktorsnamnet Gilib. kan användas för Jean-Emmanuel Gilibert i samband med ett vetenskapligt namn inom botaniken; se Wikipediaartiklar som länkar till auktorsnamnet.